# Hans Oberndorfer

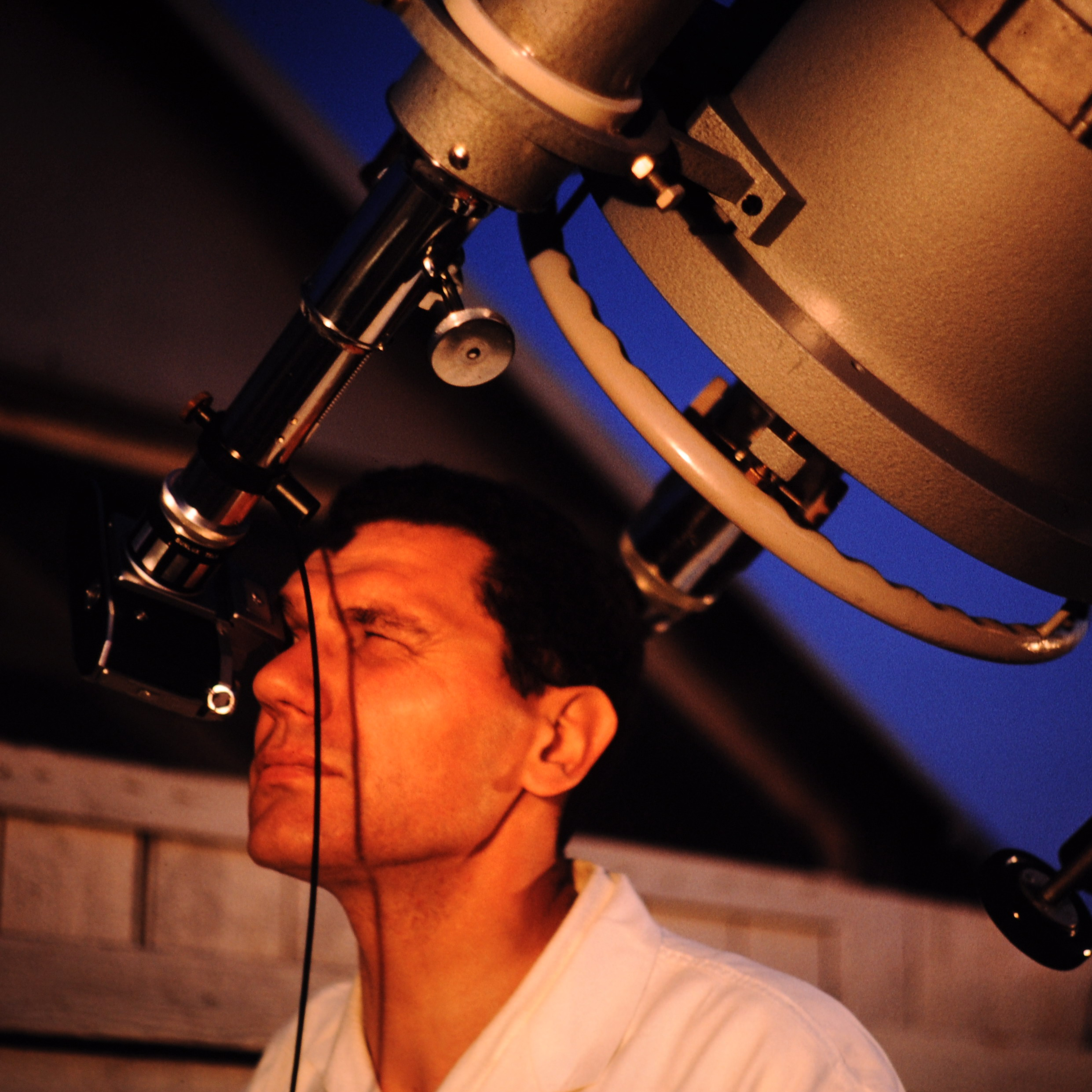
Hans Oberndorfer am 12″-Cassegrain-Reflektor der Volkssternwarte München (1966)

Hans Oberndorfer (* 25. Juli 1925 in München; † 10. März 2006 ebenda) war ein deutscher Astronom, Buchautor und langjähriger Leiter der Bayerischen Volkssternwarte München.

## Leben
Hans Oberndorfer geriet im Zweiten Weltkrieg in mehrjährige sowjetische Kriegsgefangenschaft, in der er von einer totalen Sonnenfinsternis überrascht wurde und anschließend vor den Mitgefangenen einen Vortrag darüber hielt. Dafür bekam er von der Lagerleitung eine Extraration Brot.
Nach seiner Rückkehr nach München 1948 widmete er sich der Amateurastronomie und der Volksbildung an der Bayerischen Volkssternwarte München. 1949 wurde er in den Vorstand des Vereins gewählt. Bis 1965 war er Chemigraf bei der Süddeutschen Zeitung. Nach 1965 wurde er langjähriger Leiter der Volkssternwarte, bis er Ende 1990 in Ruhestand ging. In dieser Zeit hielt er Vorträge und Kurse über Astronomie. Sein Erzählstil und seine fachkundigen Beiträge machten ihn bald über die Grenzen Münchens hinaus bekannt.

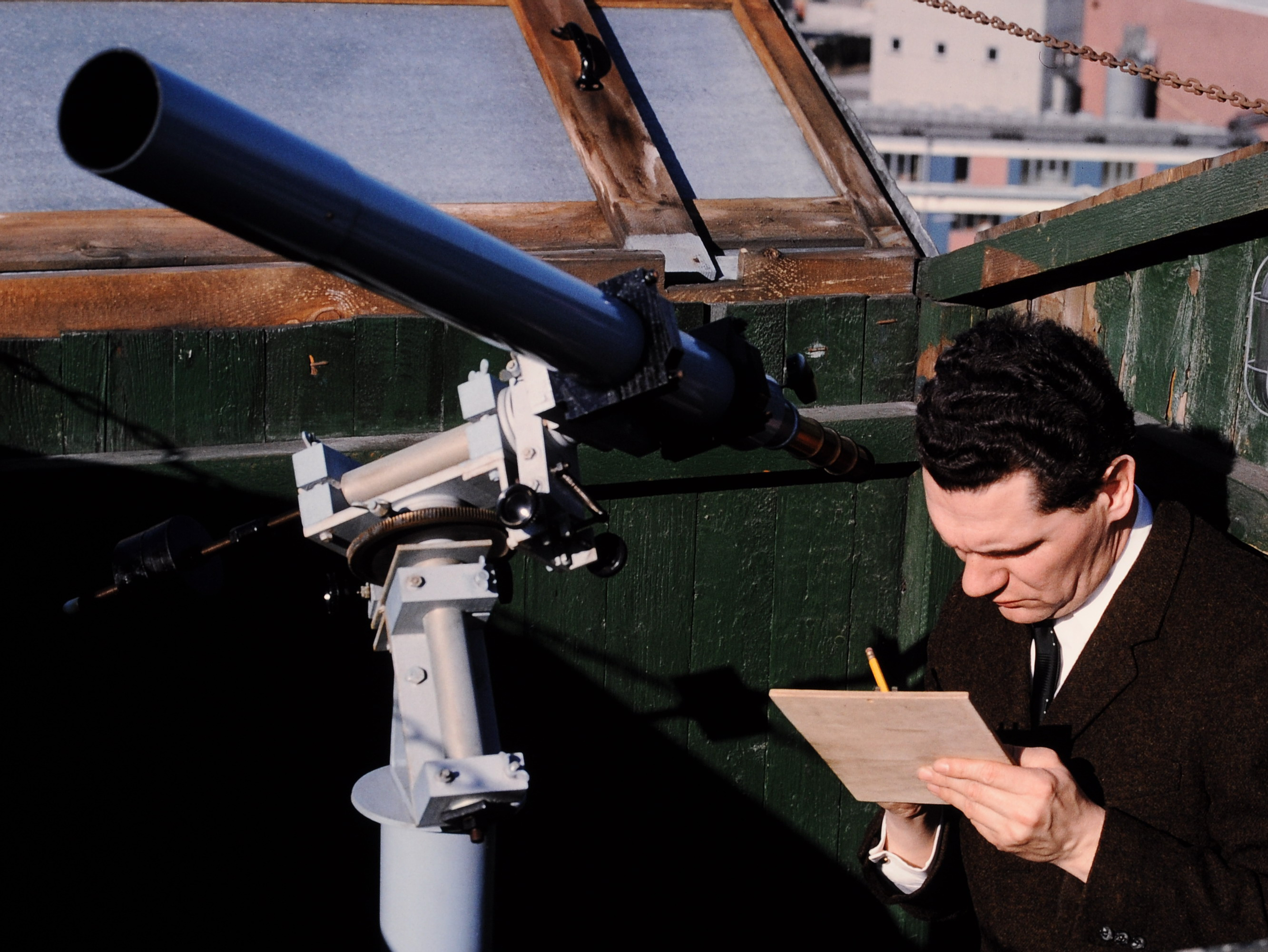
Hans Oberndorfer zeichnet die Sonne und notiert dazu die Sonnenflecken-Relativzahl (1966)

Oberndorfer widmete sich unter anderem über viele Jahre systematisch der Sonnenbeobachtung, zeichnete die Sonne und notierte die Sonnenflecken-Relativzahl.
Zu seinen Ehren benannte man den Asteroiden mit der Nummer 3275 Oberndorfer.
Oberndorfer ist der Verfasser von Büchern und Fachartikeln in diversen Zeitschriften. Er leitete bis zum Jahre 1995 die Sektion Fernrohre und Zubehör der Vereinigung der Sternfreunde (VdS).
Neben der Astronomie interessierte Oberndorfer sich sehr für den Untergang der Titanic und hielt auch immer wieder Vorträge darüber.
Die Stadt München zeichnete Hans Oberndorfer mit dem Kulturpreis München leuchtet aus.
Hans Oberndorfer verstarb am 10. März 2006 an einer Bauchspeicheldrüsenkrebs-Erkrankung.

## Werke
- Fernrohr-Selbstbau, Sterne und Weltraum. 1964.
- Refraktor-Selbstbau. 1965.
- Schau mal in die Sterne, Himmelsbeobachtungen mit bloßem Auge und dem Feldstecher. 1985.
- Fernrohr-Selbstbau. Fenster ins Weltall. 1990.
- Kosmos – Astro – Stars Einsteigerset.

| Personendaten    | Personendaten                                                                                 |
| ---------------- | --------------------------------------------------------------------------------------------- |
| NAME             | Oberndorfer, Hans                                                                             |
| KURZBESCHREIBUNG | deutscher Astronom, Buchautor und langjähriger Leiter der Bayerischen Volkssternwarte München |
| GEBURTSDATUM     | 25. Juli 1925                                                                                 |
| GEBURTSORT       | München                                                                                       |
| STERBEDATUM      | 10. März 2006                                                                                 |
| STERBEORT        | München                                                                                       |